# Mogótxino
Mogótxino (en rus: Могочино) és un poble de l'óblast de Tomsk, a Rússia, que el 2010 tenia 2.564 habitants. És el centre administratiu de l'assentament rural de Mogótxino.